# Peperomia samainiae
Peperomia samainiae är en pepparväxtart som beskrevs av Pino. Peperomia samainiae ingår i släktet peperomior, och familjen pepparväxter. Inga underarter finns listade i Catalogue of Life.